# Ialiso
Ialiso (in greco Ιαλυσός?) è un ex comune della Grecia nella periferia dell'Egeo Meridionale (unità periferica di Rodi) con 10107 abitanti secondo i dati del censimento 2001.
È stato soppresso a seguito della riforma amministrativa, detta programma Callicrate, in vigore dal gennaio 2011 ed è ora compreso nel comune di Rodi.
Nel territorio di questo distretto comunale, precisamente nel villaggio moderno di Trianda (Τριάντα - Triànta), sorgeva l'antica città di Ialiso.
L'antica Ialiso (in greco antico: Ἲαλυσός?; in latino Ialysus) era una delle tre città doriche dell'isola di Rodi, e una delle sei città dell'esapoli dorica (dal V secolo a.C. Pentapoli dorica).

## Mito
Secondo il mito, la città di Ialiso sarebbe stata fondata dall'eroe eponimo Ialiso, figlio di Cercafo, nipote di Elio, e fratello di Lindo e Camiro, fondatori eponimi delle altre due principali città dell'isola di Rodi: Lindo e Camiro.
Interessante la parte che il mito riservava ai Cretesi: il mito riferiva dell'arrivo dell'eroe Altemene, figlio del re di Creta Catreo e della tomba di Idomeneo nell'isola di Rodi.
Secondo Omero e gli eruditi alessandrini, le tre città sarebbero state guidate da Tlepolemo, figlio di Eracle e re di Argo, il quale si sarebbe rifugiato nell'isola di Rodi dopo aver ucciso lo zio Licimnio.

## Storia
Gli scavi archeologici sono iniziati nel decennio 1860-1870, e a partire dal 1914 furono portati avanti con procedimenti scientifici dagli archeologi della Scuola archeologica italiana di Atene. Già gli scavi di Ialiso e di Camiro nella metà del XIX secolo avevano portato alla luce, da strati profondi, oggetti risalenti al neolitico. Gli scavi italiani hanno permesso di confermare il mito di Atemene; l'abbondanza di vasi micenei dimostrano la comparsa degli Egei provenienti da Creta, attorno al XVI secolo a.C., i quali avrebbero soggiogato la popolazione indigena fondarono le tre città di Ialiso, Camiro e Lindo, oltre a numerosi villaggi. Gli scavi nel biennio 1935-36 misero in evidenza una stazione minoica risalente al 1550 a.C., mentre l'esame del vasellame mostra come attorno al 1450 a.C. i Micenei presero il posto dei Cretesi.
In epoca storica la città di Ialiso, posta sulla costa nord-occidentale dell'isola, era una delle tre città doriche dell'isola e una delle sei città della esapoli dorica (VI secolo a.C.) e poi della Lega delio-attica (V secolo a.C.). Fu un periodo di grande prosperità economica e per le tre città dell'isola: fondarono numerose colonie, in Asia Minore e anche nella Magna Grecia, per esempio Gela in Sicilia. Dopo l'invasione persiana (V secolo a.C.), Ialiso fece parte della Lega delio-attica voluta da Atene (477 a.C.).

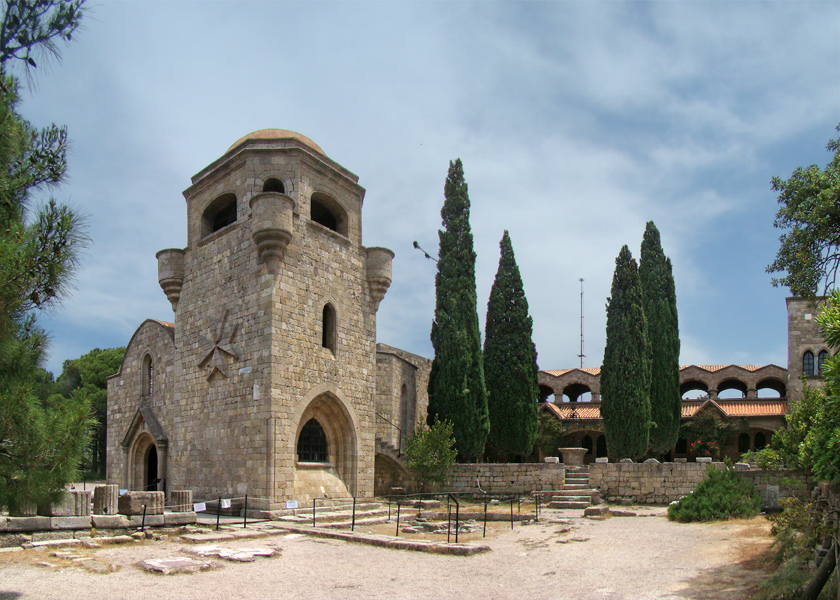
Monastero del Fileremo

Nel 408 a.C. le tre città dell'isola decisero di fondare un nuovo centro religioso e commerciale. La fondazione della città di Rodi per sinecismo (408 a.C.) provocò la decadenza di Ialiso, tanto che ai tempi di Strabone Ialiso era ormai una piccola città non più indipendente.
Ialiso fu abbandonato durante l'Impero Romano. La fortezza di Ialiso venne trasformata in un santuario e poi in un castello bizantino, finché nel 1306 fu conquistata dai Cavalieri di Rodi che vi costruirono il castello e la chiesa di Santa Maria del Fileremo, di stile gotico provenzale. L'ultimo conquistatore della fortezza fu Solimano il Magnifico, il quale nel 1522 vi stabilì il proprio quartiere pochi mesi prima che i Cavalieri di Rodi si arrendessero alle sue truppe.  Come il resto dell'isola rimase sotto il dominio ottomano per quattro secoli finché nel 1912 fu occupata dalle truppe italiane nel corso della guerra italo-turca. Durante l'occupazione italiana, Ialiso fu oggetto di scavi, soprattutto nel biennio 1935-36. L'occupazione italiana cessò di fatto dopo l'8 settembre 1943, quando il controllo dell'isola passò alle truppe tedesche. Infine il 7 marzo 1948, a seguito dei trattati di Parigi (1947), il Dodecaneso passò definitivamente alla Grecia.

## Archeologia
A Ialiso la colonizzazione micenea (1400-1100 a.C.) è documentata da numerose necropoli con tombe a camera. Lo sviluppo delle tre polis tra l'età geometrica e la fine del V secolo a.C. è documentato dalla necropoli ricca di ceramica (geometrica, orientalizzante, attica), di statuette ioniche e di lavori oreficerie. Si attribuisce in particolare agli artigiani locali una classe di vasi dipinti di stile orientalizzante dei secoli VII e VI a.C., decorati con animali.
L'acropoli di Ialiso è stata ritrovata su una spianata del monte Fileremo. Sotto il versante meridionale dell'acropoli si trova una fontana monumentale rettangolare del IV secolo a.C., che presenta sulla fronte sei pilastri architravati. La fontana, appartenente agli edifici che dovevano decorare l'acropoli, costituisce il monumento più interessante di Ialiso. La costruzione, di pianta rettangolare, si appoggia sulla parete rocciosa del monte. L'acqua della sorgente si ritirava attraverso due bocche in forma di protome di leone in un ampio stagno delimitato da un parapetto. Quest'ultimo era formato da pilastri uniti da lastre anche decorate con protomi di leone. La facciata della fontana, alla quale si arrivava attraverso una breve rampa, è formata da un piccolo portico con sei colonne doriche. Riutilizzata in epoca medievale, rimase completamente sepolta a causa di una frana finché non venne messa alla luce dagli scavi del 1923; altri elementi del colonnato vennero alla luce durante il franamento del monte. Le necropoli appartengono all'epoca micenea, geometrica e arcaica, con materiali databili dall'VIII al V secolo a.C. A sud-ovest del monte Fileremo sono stati identificati un tempietto dorico e un teatro, di cui restano avanzi della cavea; entrambi gli edifici (V-IV secolo a.C.) sono dedicati ad Apollo.